# Opt-insysteem
Een opt-insysteem houdt in dat betrokkenen iets moeten doen om mee te doen aan een regeling, anders geldt automatisch een andere regeling of gebeurt er niets. Zie bijvoorbeeld opting-in bij het verrichten van werkzaamheden.

## E-mail en sms
Het opt-insysteem is een systeem voor het op grote schaal verzenden van (vaak periodieke) e-mail of sms-berichten. Het houdt in dat elke ontvanger vooraf toestemming moet geven voor het toezenden van de e-mail of het sms-bericht. Meestal gebeurt dat doordat iemand zijn e-mailadres of mobiele nummer intypt in een aanmeldingsformulier op een website, of doordat iemand een 'subscribe'-mail stuurt naar een aanmeldadres.
Het opt-insysteem wordt gebruikt voor allerlei toepassingen, zoals besloten of openbare discussielijsten, aankondigingen, nieuwsbrieven, e-zines en marketingcommunicatie van bedrijven. Het opt-insysteem wordt geïmplementeerd door listserversoftware.
In kringen van ervaren internetgebruikers geldt als regel dat de toestemming eerst geverifieerd dient te worden. Dit wordt confirmed opt-in genoemd. De verificatie bestaat meestal uit een neutrale e-mail (dat wil zeggen, zonder de inhoud waarop de toestemming betrekking heeft), die aan het aangemelde adres wordt toegestuurd en die de ontvanger moet bevestigen door per e-mail te reageren of door een link aan te klikken.

### Opt-in vs. spam
De tegenhanger van het opt-insysteem is het opt-outsysteem, waarbij e-mail ongevraagd wordt toegestuurd en de ontvanger zich kan afmelden. Opt-out wordt door velen gelijkgesteld aan spam, omdat het in de praktijk niet ter zake doet of de ontvanger zich al of niet kan afmelden.
In kringen van spammers wordt het confirmed-opt-insysteem ook wel double opt-insysteem genoemd. Een opt-insysteem zonder verificatie wordt daarbij single-opt-insysteem genoemd. Hiermee lijken zij te beogen opdrachtgevers die niet goed op de hoogte zijn de indruk te geven dat het confirmed-opt-inmechanisme dubbelop is en dat opt-in zonder verificatie volstaat.
Een opt-insysteem zonder verificatie is echter onbetrouwbaar, doordat iedereen dan het e-mailadres van een ander kan aanmelden. Spammers kunnen deze mogelijkheid als dekmantel gebruiken door spam te versturen en bij klachten te beweren dat vooraf toestemming is verkregen. Als de ontvanger dat ontkent, claimt de spammer dat iemand anders het e-mailadres moet hebben aangemeld.
In Nederland is wetgeving in de maak die de communicatie voor directmarketingdoeleinden via e-mail onderwerpt aan het opt-insysteem (zie het onderwerp spam). Deze maatregel is bedoeld om spam tegen te gaan. Het is echter nog niet duidelijk of de nieuwe regels confirmed opt-in verplicht stellen.
In België is commerciële communicatie enkel toegelaten via een opt-insysteem waarbij de ontvanger vooraf heeft toegestemd in het ontvangen van reclame per e-mail. Wanneer men een bepaald product gekocht heeft, mag de leverancier echter wel reclame sturen voor gelijkaardige producten, mits hij steeds een opt-out (mogelijkheid om voortaan geen dergelijke e-mails te ontvangen) voorziet. Op spam staan intussen strenge straffen.